# Giuseppe Beltrami
Giuseppe Beltrami (17 de janeiro de 1889 - 13 de dezembro de 1973) foi um cardeal italiano da Igreja Católica Romana que serviu como Internuncio para os Países Baixos de 1959 a 1967, e foi elevado ao cardinalato em 1967.

## Biografia
Nascido em Fossano , Giuseppe Beltrami frequentou o seminário em Fossano antes de ser ordenado ao sacerdócio em 5 de março de 1916. Ele serviu como capelão no Exército italiano durante a Primeira Guerra Mundial (1916-1919), e depois estudou até 1923 no Pontifício Romano. Athenaeum S. Apollinare , de onde obteve seus doutorados em teologia e em direito canônico , e na Royal University , obtendo um doutorado em letras .
De 1923 a 1926, Beltrami foi membro da equipe da Biblioteca do Vaticano . Ele foi elevado ao posto de Honorário do Camareiro de Sua Santidade em 14 de julho de 1924 e tornou-se funcionário da Secretaria de Estado em 1926. Monsenhor Beltrami então serviu como advogado para as causas da canonização e beatificação na Sagrada Congregação dos Ritos até 1940, também sendo nomeado um Chamberlain Privado de Sua Santidade em 9 de julho de 1926.
Em 20 de fevereiro de 1940, Beltrami foi nomeado núncio da Guatemala e El Salvador e arcebispo titular de Damasco . Ele recebeu sua consagração episcopal no dia 7 de abril do cardeal Luigi Maglione , com o arcebispo Gabriele Vettori e o bispo Angelo Soracco servindo como co-consagradores , na igreja de San Carlo al Corso . Beltrami foi posteriormente nomeado núncio na Colômbia em 15 de novembro de 1945; durante o seu mandato lá, ele serviu como o legado papal para oCongresso Eucarístico Nacional em Bogotá em 29 de junho de 1946. O arcebispo trabalhou como núncio à disposição da Secretaria de Estado de 1948 a 1950, quando foi designado como núncio do Líbano em 4 de outubro. Beltrami foi nomeado Internuncio para os Países Baixos em 31 de janeiro de 1959 e enfrentou muitas dissidências teológicas no país geralmente progressista .  O clero católico holandês uma vez se queixou de que Beltrami "mantinha os fios para Roma aquecidos com relatos de heresia na Holanda". 
Frequentou o Concílio Vaticano II de 1962 a 1965. O Papa Paulo VI criou-o Cardeal Sacerdote de S. Maria Liberatrício ao Monte Testaccio no consistório de 26 de junho de 1967. A nomeação do sucessor para o posto diplomático de Beltrami na Holanda foi publicada em 22 de Julho de 1967. Ele perdeu o direito de participar de um conclave papal ao atingir a idade de 80 anos em 1 de janeiro de 1971.
O cardeal morreu em Roma, aos 84 anos de idade. Ele está enterrado na catedral de sua terra natal, Fossano.

## Link Externo
- Catholic-Hierarchy
- Cardinals of the Holy Roman Church